# Friedrich von Nell
Georg Friedrich von Nell (geboren am 30. September 1816 in Trier; gestorben am 1. September 1857 in Kaisersesch) war ein preußischer Landrat des Kreises Saarburg von 1847 bis 1854.

## Leben

### Herkunft und Ausbildung
Friedrich von Nell war der Sohn des Trierer Bankiers und preußischen Kommerzienrats Georg Friedrich Job von Nell aus dessen Ehe mit Emilie von Nell, geborene Marx. Nach dem Besuch des Friedrich-Wilhelm-Gymnasiums in Trier, von dem er im Jahr 1838 mit Ablegung der Reifeprüfung abging, studierte er in Berlin und Heidelberg Rechtswissenschaften. Mit bestandener Auskultatorprüfung setzte er seine juristische Ausbildung ab 1842 auf dem Landgericht Trier fort. Dort erhielt er auch am 23. April 1844 seine Ernennung zum Gerichtsreferendar, wechselte dann aber in die allgemeine Staatsverwaltung, wo er ab dem 9. Juli 1844 zunächst bei der Königlich Preußischen Regierung Trier und anschließend in gleicher Stellung bei der Regierung Potsdam Beschäftigung fand. Am 28. Juni 1847 erhielt er zum Abschluss seiner Ausbildung das Maturitätszeugnis für die höhere Staatsprüfung.

### Werdegang
Die Verwaltung des Kreis Saarburg war nach der Versetzung in den Ruhestand zum 31. März 1847 des langjährigen Landrats Salentin von Cohausen zunächst dem Regierungsreferendar bei der Regierung Trier, Eduard Otto Spangenberg auftragsweise übertragen worden, bevor dieses Amt am 21. Oktober 1847 kommissarisch Friedrich von Nell angetragen wurde. Am 30. November folgte die formelle Amtseinführung, 1848 seine definitive Ernennung als Landrat des Kreis Saarburg. Nur sechs Jahre darauf erhielt Friedrich von Nell am 28. Juni 1854 selbst die Versetzung in den Ruhestand.

## Familie
Der Katholik Friedrich von Nell heiratete am 18. Oktober 1848 auf Château de Reméhan bei Pouru-Saint-Remy Konstanze d’Anglemont de Tassigny (geboren 3. August 1823 in Pouru-Saint-Remy; gestorben 12. September 1855 auf Château de Reméhan), eine Tochter des Grundbesitzers (propriétaire) Jean Maurice d’Anglemont de Tassigny und dessen Ehefrau Françoise Gabriel Philippnie d’Anglemont de Tassigny, geborene de Nonancours. Das Ehepaar hatte vier gemeinsame Kinder, eine Tochter und drei Söhne.